# Pastuchów

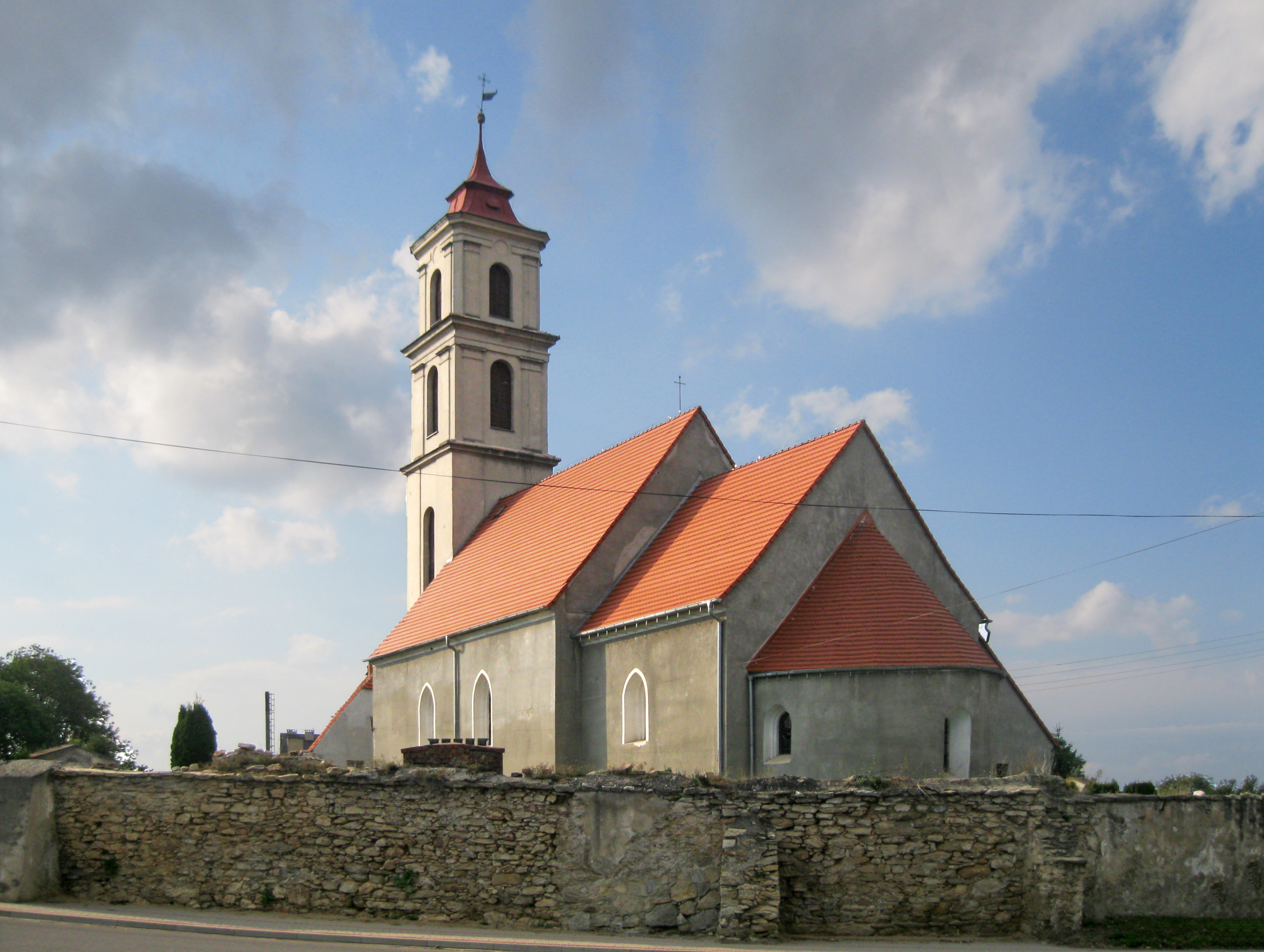
Pfarrkirche St. Barbara

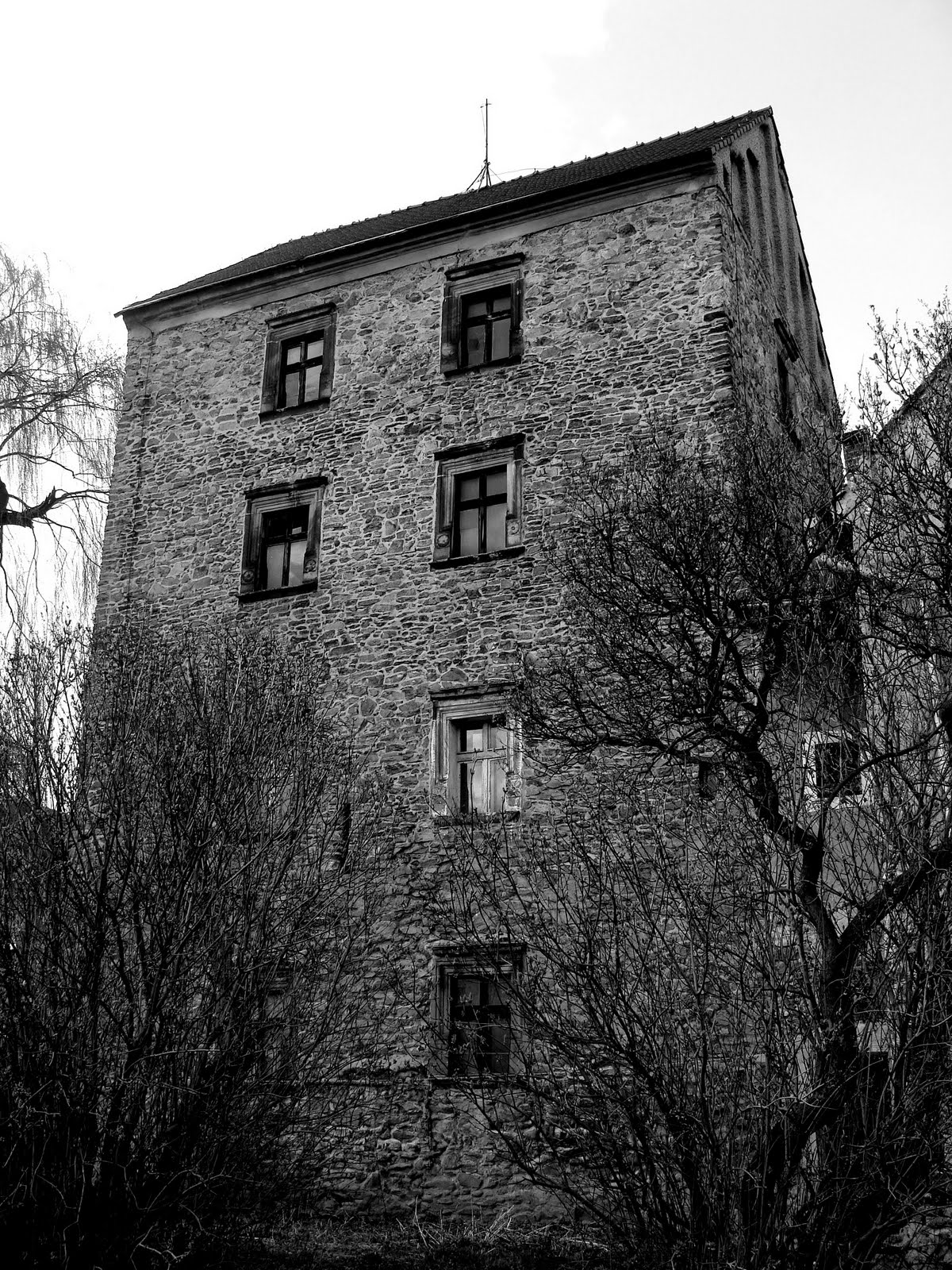
Wohnturm

Pastuchów (deutsch Puschkau) ist ein Ort in der Gmina Jaworzyna Śląska im Powiat Świdnicki in der Woiwodschaft Niederschlesien in Polen.

## Geographische Lage
Pastuchów liegt sieben Kilometer südöstlich von Strzegom am Striegauer Wasser (Strzegomka). 

### Nachbarorte
Nachbarorte sind Jaroszów (Järischau) im Norden, Łażany im Osten, Żarów und Piotrowice Świdnickie im Südosten, Jaworzyna Śląska im Süden, Czechy (Tschechen) im Südwesten und Strzegom im Nordwesten.

## Geschichte
Archäologische Funde bezeugen, dass das Gebiet von Puschkau schon in der Bronzezeit besiedelt war. Gegründet wurde Puschkau vor 1134 von Graf Peter Wlast, der die Abgaben von Puschkau und anderer benachbarter Dörfer für die Erstausstattung des von ihm gegründeten Klosters der Augustiner-Chorherren am Zobtenberg stiftete. Nachdem dieses nach Breslau verlegt worden war, wo es unter der Bezeichnung Sandstift bekannt wurde, wurden die Abgaben dorthin abgeführt. Während der Zugehörigkeit zum Sandstift wurde Puschkau vor 1259 zu deutschem Recht ausgesetzt. Es verfügte über eine Erbscholtiserei, ein Rittergut, eine Wassermühle und eine Pfarrkirche. Nach 1260 ging es an zwei Ritterfamilien über:
- Der Mittelhof gehörte um 1320 den Grundherren von Puszczow, von der Mitte des 14. Jahrhunderts bis Ende des 16. Jahrhunderts den von Mühlheim-Puschke, danach war er im Besitz der von Kalckreuth, von Seidlitz und von Reibnitz.
- Auf dem Niederhof, dessen Herrenhaus die frühere Erbscholtisei war, wohnten seit 1495 die von Kalckreuth, 1650 die von Gafron, danach die von der Dahm und 1733–1835 die Grafen von Hochberg, die jedoch auf Rohnstock wohnten. Anschließend gehörte es dem Industriellen Eduard von Kramsta aus Freiburg, dem seine ledige Tochter Marie folgte. Sie vererbte den Besitz an ihren Großneffen Hans-Christoph von Wietersheim-Kramsta[1], der auf seinem Schloss in Muhrau wohnte und 1945 enteignet wurde.

Puschkau gehörte zunächst zum Herzogtum Breslau und gelangte nach dessen Teilung 1278 an das Herzogtum Schweidnitz. Mit diesem zusammen fiel es nach dem Tod des Herzogs Bolkos II. 1368 an die Krone Böhmen.
Um 1565 erbaute Caspar von Kalkreuth das neue Schloss im Renaissancestil. Im 16. Jahrhundert wurde Puschkau im Zuge der Reformation evangelisch. Nach dem Dreißigjährigen Krieg wurde die Kirche den Katholiken zurückgegeben und die bis dahin selbständige Kirche von Peterwitz der Pfarrkirche von Puschkau als Filialkirche zugewiesen. Nach dem Ersten Schlesischen Krieg fiel Puschkau 1742 wie fast ganz Schlesien an Preußen. Ab 1832 erfolgte der Bau einer Zuckerfabrik, durch die Puschkau einen wirtschaftlichen Aufschwung nahm. 1874 wurde der Amtsbezirk Puschkau gebildet, der aus den Landgemeinden Puschkau, Tschechen und Zedlitz sowie den Gutsbezirken Puschkau, Tschechen und Zedlitzbusch bestand und zum Landkreis Schweidnitz gehörte. 1892 ließ Marie von Kramsta eine evangelische Kirche errichten. 1939 lebten 966 Einwohner in Puschkau.
Als Folge des Zweiten Weltkriegs fiel Puschkau 1945 zusammen mit fast ganz Schlesien an Polen und wurde in Pastuchów umbenannt. Die deutsche Bevölkerung wurde vertrieben. Die neu angesiedelten Bewohner waren zum Teil Heimatvertriebene aus Ostpolen. 1975–1998 gehörte Pastuchów zur Woiwodschaft Wałbrzych (Waldenburg). Diese wurde mit der Verwaltungsreform 1999 aufgelöst. Seither gehört es zur Woiwodschaft Niederschlesien.

## Sehenswürdigkeiten
- Die römisch-katholische Filialkirche St. Barbara wurde vermutlich um 1250 errichtet und erstmals 1313 erwähnt. Im 18. Jahrhundert wurde sie erweitert und Ende des 19. Jahrhunderts regotisiert und stilgleich ausgestattet. Das steinerne Taufbecken stammt aus dem 16. Jahrhundert.
- Das Schloss Puschkau, ein zweigeschossiger Schlossbau wurde um 1565 im Stil der Renaissance an einen Wohnturm angebaut, der in den 1520er Jahren für Melchior von Kalkreuth errichtet worden war. Weitere Umbauten und Modernisierungen erfolgten im 18. und 19. Jahrhundert.
- Die evangelisch-lutherische Pfarrkirche, errichtet 1892 im Stil der Neugotik wurde in den 1950er Jahren devastiert. Erhalten sind das Eingangstor sowie das evangelische Pfarrhaus.

## Söhne und Töchter
- Gabriel Luther (1612–1672), 1647 Bourges Iuris Utriusque Licentiatus, 1653 kurfürstlich brandenburgischer Hof- und Kammergerichtsrat, ab 1668 brandenburgischer Hof- und Justizrat in Bayreuth